# Kandava
Kandava (németül: Kandau, lívül: Kāndav) kisváros Lettországban.

## Fekvése
Kandava Rigától 100 km-re nyugatra helyezkedik el.

## Híres kandavaiak
- Itt született 1862-ben Oswald Külpe, lett-német pszichológus és filozófus.

## Kandava testvérvárosai
Kandava tagja a Charter of European Rural Communities testvérvárosi programnak, amelyben az Európai Unió minden tagállamából egy vidéki település vesz részt.
- Strängnäs, Svédország
- Lejre, Dánia
- Afjordas, Norvégia
- Sund, Finnország